# A Rock and Roll Alternative
A A Rock and Roll Alternative az Atlanta Rhythm Section hatodik nagylemeze, amely 1976-ban jelent meg. Az album leghíresebb dala a „So in to You” volt, amely a 7. helyezést érte el az amerikai slágerlistán, az easy listening listán pedig a 11. helyezést érte el.

## Az album dalai
1. Sky High
2. Hitch Hickers Hero
3. Don't Miss the Message
4. Georgia Rhythm
5. So Into You
6. Outside Woman Blues
7. Everybody Gotta Go
8. Neon Nights

## Közreműködött
- Ronnie Hammond — ének és háttérvokál
- Barry Bailey — gitár
- J.R. Cobb — ritmusgitár, háttérvokál
- Dean Daughtry — billentyűs hangszerek
- Paul Goddard — basszusgitár
- Robert Nix — dob, ütőhangszerek, ének és háttérvokál

Produkció
- Producer: Buddy Buie
- Segédproducer: J.R. Cobb, Robert Nix
- Hangmérnök: Rodney Mills
- Mixelés: Rodney Mills
- Remixelés: Suha Gur
- Design: Mike McCarty
- Borítóterv: Buddy Buie, Mike McCarty
- Fotó: Jim Wiggins